# تشارلز أ. ستادلر
تشارلز أ. ستادلر هو سياسي أمريكي، ولد في 15 يوليو 1848 في نيويورك في الولايات المتحدة، وتوفي في 1928. نشط حزبياً في الحزب الديمقراطي. وقد انتخب عضو مجلس ولاية نيويورك ‏.